# Alain Geismar
Alain Geismar (* 17. Juli 1939 im 16. Arrondissement, Paris) ist ein französischer Physiker, Buchautor und Politiker. Als Generalsekretär der Hochschulgewerkschaft SNESup spielte er eine Rolle bei den Maiunruhen 1968. Um 1970 war er eine Führungsfigur der linksradikalen Gruppe Gauche prolétarienne. Später wandte er sich der gemäßigten Linken zu, wurde Mitglied der Parti socialiste und als Inspecteur général de l’Education nationale hoher Beamter im Bildungsministerium.

## Leben
Alain Geismar wurde in Paris in eine jüdische Familie elsässischer Herkunft geboren. Er besuchte das Lycée Carnot, wo er 1956 das Baccalauréat ablegte, und die Vorbereitungsklassen am Lycée Janson de Sailly. Dort war er zeitweise Klassenkamerad von André Senik, dem späteren Führer der Union des étudiants communistes. 1959 bestand er die Aufnahmeprüfung
für die École nationale supérieure des mines de Nancy und machte dort einen Abschluss als Bergbauingenieur. Während des dreijährigen Studiums leistete er seinen Militärdienst. Bei einem Praktikum im Hüttenwerk von Pompey kam er in Kontakt mit den gewerkschaftlich organisierten und oft kommunistisch gesinnten Metallarbeitern. Ab 1962 arbeitete er als wissenschaftlicher Assistent bei dem Physiker und Halbleiter-Spezialisten Pierre Aigrain an der Naturwissenschaftlichen Fakultät der Universität Paris, Campus de Jussieu. Mit einem Stipendium des Elektronikkonzerns Thomson begann Geismar 1963 ein Forschungsstudium. 1966 schloss er seine Doktorarbeit über Transportphänomene in hochdotiertem n-Typ-Silizium ab. Danach lehrte er als Maître-assistant weiter an der Universität. Außerdem wurde er Mitglied nationalen Komitees des Centre national de la recherche scientifique (CNRS).
Bereits ab Ende der 1950er-Jahre nahm Geismar an verschiedenen Protesten der linken Studentenbewegung teil. 1959–1962 war er Vizepräsident der Studentenvereinigung (Association générale des étudiants) in Nancy. Auf nationaler Ebene engagierte er sich in der Studentengewerkschaft Union nationale des étudiants de France (UNEF). Er wurde 1959 Mitglied der linkssozialistischen Parti socialiste autonome, die im Jahr darauf in der Parti socialiste unifié aufging. Er leitete den Bezirksverband der Partei im 17. Arrondissement von Paris und war stellvertretender Generalsekretär des Pariser Verbands der PSU, trat aber 1965 aus der Partei aus. Nachdem er nicht mehr Student, sondern wissenschaftlicher Assistent war, engagierte er sich ab 1963 im Syndicat national de l’enseignement supérieur (SNESup), Gewerkschaft der Beschäftigten im Hochschulwesen. Er wurde 1967 Generalsekretär des SNESup. In dieser Position war er 1968 an den Pariser Maiunruhen auf der Seite der Regierungsgegner beteiligt. Da er jedoch von der Einstellung der großen Gewerkschaftsverbände und der Kommunistischen Partei enttäuscht war, trat er am 27. Mai 1968 vom Amt des SNESup-Generalsekretärs zurück.
Zusammen mit Benny Lévy organisierte er die für revolutionären Kampf eintretende Gruppe Gauche prolétarienne, der sich Vertreter der extremen Linken – von Libertären bis Maoisten – anschlossen. Zusammen mit Serge July und Erlyn Morane veröffentlichte er 1969 das Strategiewerk Vers la guerre civile („dem Bürgerkrieg entgegen“). Er war Herausgeber von La Cause du peuple, der Zeitschrift der Gauche prolétarienne, die der Innenminister Raymond Marcellin 1970 verbot. Aufgrund seiner radikalen politischen Aktivität wurde Geismar von seiner Position an der Universität suspendiert. Nach der Demonstration gegen den Le-Dantec-Prozess ging er Ende Mai 1970 in den Untergrund. Im Monat darauf wurde er verhaftet und wegen „Wiederaufbau einer aufgelösten Bewegung“ zu 18 Monaten Haftstrafe verurteilt. Im Dezember 1971 wurde er freigelassen.
1973 bekam er einen Lehrauftrag an der Universität Paris VII (Diderot), 1974 wurde er amnestiert, aber erst 1978 wieder mit Beamtenstatus in den Hochschuldienst aufgenommen. Er leitete von 1974 bis 1978 die Abteilung für Weiterbildung der Universität Paris VII, von 1978 bis 1980 war er deren Vizepräsident für Lehre und von 1982 bis 1984 Erster Vizepräsident der Universität. Außerdem war Geismar von 1981 bis 1985 Beauftragter der Pariser Universitäten für Unterricht in Gefängnissen. Der Präsident der Agence de l’Informatique, Charlie Garrigues, berief Geismar 1984 als Berater für Fragen der Qualifikation, Bildung und Ausbildung und ernannte ihn schließlich zum stellvertretenden Generaldirektor der Behörde. Auf Vorschlag von Claude Allègre wurde Geismar 1986 Mitglied eines Expertenkreises, der den Vorsitzenden der Parti socialiste (PS), Lionel Jospin, beriet und trat auch selbst der Partei bei.
Von 1988 bis 1991 war er stellvertretender Büroleiter des Staatssekretärs für berufliche Bildung, André Laignel. 1990 wurde er zum Inspecteur général de l’Education nationale ernannt, d. h. einem hohen Beamten der Bildungsverwaltung. Von 1991 bis 1992 arbeitete er für die Bildungsminister Lionel Jospin und Jack Lang, bevor er 1992 bis 1993 das Büro des Staatssekretärs für technische Bildung, Jean Glavany, leitete. Nach dem Regierungswechsel lehrte Geismar von 1994 bis 1997 als professeur associé an der Universität Marne-La-Vallée. Als die Sozialisten 1997 wieder an die Regierung kamen, arbeitete Geismar im Leitungsstab des Bildungsministers Claude Allègre sowie ab 2000 beim Europaminister Pierre Moscovici. Nach der Wahl seines Parteikollegen Bertrand Delanoë zum Bürgermeister von Paris beriet Geismar diesen von 2001 bis 2004 in Fragen von Bildung, Forschung und Hochschulen. Zuletzt lehrte er bis zu seinem Eintritt in den Ruhestand 2006 als Maître de conférences am Institut d’études politiques de Paris (Sciences Po).

## Werke
- La révolte étudiante : les animateurs parlent (zusammen mit Jacques Sauvageot, Daniel Cohn-Bendit), présentation d'Hervé Bourges, Éditions du Seuil, collection L'histoire immédiate, 1968.
- Vers la guerre civile (zusammen mit Serge July, Erlyn Morane), Éditions et publications premières, collection Stratégies, Denoël, 1969.
- Pourquoi nous combattons. Déclaration d'Alain Geismar à son procès (20, 21 et 22 octobre 1970), Paris, Maspero, 1970.
- Minutes du procès d'Alain Geismar, Vorwort von Jean-Paul Sartre, Paris, France, Éditions libres-Hallier, Documents L'Idiot international, 1970.
- L'engrenage terroriste, Paris, France, Fayard, 1981.
- Mon Mai 1968, Éditions Perrin, 2008